# Incantations
Incantations – czwarty studyjny album Mike’a Oldfielda wydany w roku 1978. W wersji winylowej wydany na dwóch płytach, ze względu na ograniczenia pojemności. CD, wydana na tym nośniku w formie jednopłytowej.

## Lista utworów
Album zawiera utwory:
| 1. | Incantations, Part one   | 19:08   |
|    |                          |         |
| 2. | Incantations, Part two   | 19:36   |
|    |                          |         |
| 3. | Incantations, Part three | 16:58   |
|    |                          |         |
| 4. | Incantations, Part four  | 17:01   |
|    |                          |         |
|    |                          | 1:12:43 |
|    |                          |         |